# Будаи
Будаи или Пу-Таи (кинески: 布袋; пинјин: Bùdài), или 布袋 (Хотеи) на јапанском, Bố Đại на вијетнамском, је кинеско божанство. Његово име значи "врећа од тканине," ово име је добио због вреће коју увек носи. Он се обично идентификује са  Маитрејаом, будућим Будом, и његов лик најчешће се користи за приказ Маитреја у Кини. Увек је приказан како се смеје и зато је добио надимак на кинеском, Буда који се смеје (кинески: 笑佛; пинјин: Xiào Fó). На западу се меша са Сидарта Гаутамом и зато се назива Дебели буда (кинески: 胖佛; пинјин: Pàng Fó).

## Приказивање
Будаи се обично приказује као гојазан, ћелав мушкарац, који носи огртач  и перле за молитву. Своје ствари увек држи у врећи коју носи. Такође, често се описује како забавља децу или како га деца прате. Он се често појављује у кинеској култури и представља задовољство.

## Историја
По кинеској историји, Будаи је био ексентрични Зен монах (кинески: 禅; пинјин: chán) који је живео у Кини током касног Лианг периода (907–923 AD). Пореклом је био из Џеђанга, а његово будистичко име је било Куиеци (кинески: 契此; пинјин: qiècǐ, што значи: "обећај ово"). 
Будаи се често меша са историјским Будом, Сидарта Гаутама, упркос различитом начином приказивања. У Индији, Непалу и кроз целу југоисточну Азију, Гаутама (који је живео у 6. веку пре нове ере) је обично приказан као висок и витак, док се у Кини Будаи (који је живео у 10. веку нове ере) приказује као низак и гојазан. 

## Традиције које величају Будаиа

### Будизам
Неке будистички традиције га сматрају Будом или бодиставом и често га идентификују са Маитрејаом (Будућим будом).
Његова идентификација са Маитрејаом се приписује будистичкој песми (кинески: 偈语; пиниин: jìyǔ) коју је отпевао пре смрти:
彌勒真彌勒，化身千百億，時時示時人，時人自不識
Маитреја, прави Маитреја има милијарде инкарнација.

Често се приказује људима;

али га они не препознају.

### Фолклор
Будаиу у фолклору се диве због његове среће, мудрости и задовољства. Једно веровање каже да трљање његовог стомака доноси срећу.
У Јапану, Хотеи је у фолклору један од седам срећних богова (Shichi Fukujin) Таоизма.

### И Куан Тао
Статуе Будаиа у И Куан Тао светилиштима су се звале Маитреје. Предвиђено је да ће он наследити Гаутама Буду, као следећи Буда, и да ће помоћи људима да схвате суштину која повезује сва бића.

### Зен
Главна прича која се односи на Будаиа у Зену (Chán) је кратак Коан. У њему, Будаи је путовао и давао слаткише сиромашној деци. Једног дана, монах је дошао до њега и питао га: "Шта је смисао зена?" Будаи је испустио своју торбу. "Како схватити Зен?" Будаи је потом узео своју торбу и наставио својим путем.

## Подударање са другим верским личностима

### Ангида Архат
Ангида је био један од првих осамнаест Архата будизма. Према легенди, Ангида је био талентован индијски хватач змија, чији је циљ био да ухвати змије отровнице и да их спречи да угризу пролазнике. Ангида би им уклонио очњаке и пустио их. Због његове доброте је био у стању да постигне будност.
У кинеској уметности, Ангида се понекад приказује као Будаи (гојазан, насмејан и носећи торбу).

### Пра Сангкајаи / Пра Сангкачаи
На Тајланду, Будаи се понекад меша са сличним монахом, Пра Сангкајаи или Сангкачаи (тајландски: พระสังกัจจายน์). Пра Сангкајаи је био будистички Архат за време Буде. Буда га је хвалио због његовог објашњавања Дарме на исправан и разумљив начин.
Једна прича тајландског фолклора каже да је био тако згодан, да га је једном чак и мушкарац желео за жену. Да би избегао сличну ситуацију, Пра Сангкачаи је одлучио да се угоји. Друга прича каже да је био толико атрактиван да су га анђели и мушкарци често поредили са Будом. Он је сматрао ово неприкладним, па се маскирао у непријатно дебело тело.
Иако се њихови прикази могу наћи у храмовима и на Тајланду и у Кини, Пра Санкачаи се чешће приказује на Тајланду, а Будаи се чешће приказује у Кини. Њих двојица имају сличан изглед, али се разликују по томе што:
1. Пра Санкачаи има трагове косе на глави (као и Буда), док је Будаи ћелав.
2. Пра Сангкачаи носи мантил на Теравада будистички начин (савијен преко једног рамена, остављајући друго непокривено), док Будаи носи мантил на кинески начин (покрива обе руке, али оставља предњи део горњег дела тела откривен).

## У популарној култури
Направљњна је тики шоља за коктеле у облику Будаиа и послата је колекционарски примерак.